# Franz Schubert
Franz Seraph Peter Schubert (Bécs, Himmelpfortgrund, 1797. január 31. – Bécs, 1828. november 19.) osztrák zeneszerző. Bár nagyon fiatalon halt meg, több mint hatszáz romantikus dalt, több szimfóniát, szonátát, vonósnégyest, operát és egyéb darabot írt. A dallamok és a líricizmus iránti természetes érzékenységével Schubert a 19. század legtehetségesebb zeneszerzői közé tartozik, a dal műfajának egyik legnagyobb mesterének tartják.
Élete során nem volt kimondottan elismert, de 31 éves korában bekövetkezett haláláig több mint 100 műve már megjelent nyomtatásban. Nem tudott állandó megélhetést biztosítani magának, leginkább barátai támogatták, illetve apja alkalmazásában állt.
Őt tekintik a bécsi klasszikus zene utolsó mesterének, illetve az első romantikus zeneszerzőnek.

## Gyerekkora, tanulmányai

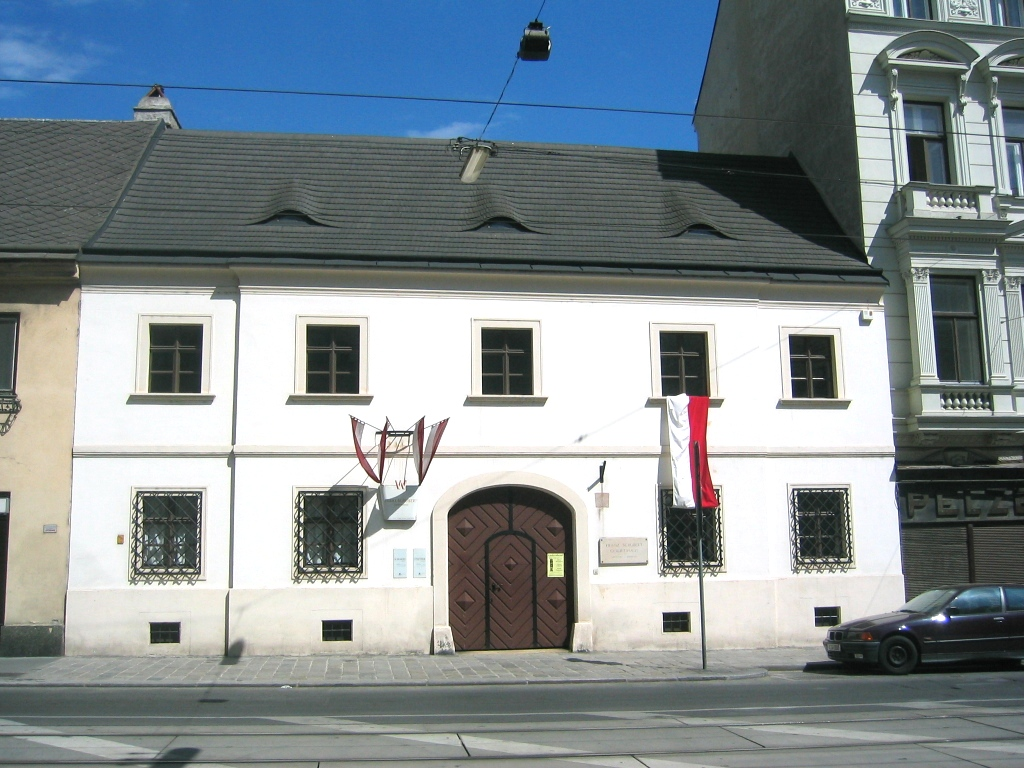
Schubert szülőháza

Schubert Himmelpfortgrundban, Bécs egyik külvárosában született. Apja, Franz Theodor, egy morva földműves fia, egyházi tanító és amatőr zenész volt. Anyja, Elizabeth Vietz, házassága előtt egy bécsi családnál dolgozott szakácsnőként.
Schubertet ötéves korában kezdte rendszeresen képezni apja. Hatéves korától járt a himmelpfortgrundi iskolába, ahol élete pár legvidámabb évét töltötte. Ekkor kezdődött zenei képzése is. Apja tanította a hegedűjáték alapjaira, bátyja, Ignaz pedig a zongorára (értsd: a zongora elődjére, a pianofortéra). Hétéves korára már kinőtte tanárait és a lichtenthali templom kórusvezetője, Michael Holzer keze alá került. Úgy tűnik, hogy Holzer leckéi kimerültek a csodálat kinyilvánításában, és a gyerek többet profitált egy barátságos asztalosnövendéktől, akinek révén egy hangszerraktárban az otthoninál lényegesen jobb zongorán gyakorolhatott. Korai képzésének sikertelen jellege annál komolyabb volt, mivel akkortájt egy zeneszerzőnek kevés esélye volt a sikerre, ha előadóként nem tudott hatni közönségére, ehhez viszont oktatása nem volt elégséges.
1808 októberében vették fel a konviktusba, ami Antonio Salieri vezetése alatt Bécs vezető zeneiskolájává vált. 17 éves koráig itt tanult, a közvetlen oktatás helyett inkább az iskola zenekari próbák és a tehetséges barátok ismeretsége vált hasznára. Életre szóló ismeretségeit is itt kötötte: Spaun, Anton Stadler klarinétos és Holzapfel mellett sokan mások, akik anyagilag is segítették, amennyire tudták, kottapapírt vettek neki, támogatták és biztatták. Itt, a konviktusban ismerte meg Wolfgang Amadeus Mozart szimfóniáit és nyitányait, valamint más darabokat, és így kezdte megalapozni zenei tudását.
Ekkor zeneszerzői tehetsége már kezdett kitűnni. Zongorakettősre írt fantáziája (D 1 az Otto Erich Deutsch-féle katalógusszámok szerint), harminckét sűrűn teleírt oldal 1810. április 8. és május 1. között keletkezett. Ezt 1811-ben három hosszú vokális darab követte (D 5 – D 7), egy „kvintett-nyitánnyal” (D 8), vonósnégyessel (D 2), másik zongorafantáziával és pár dallal együtt. Salierinek a korai darabok révén feltűnt a fiatal Schubert tehetsége, és elkezdte zeneszerzésre és zeneelméletre oktatni.
Schubert korai kamarazenei tanulmányai figyelemreméltóak, mivel tudjuk, hogy akkoriban otthonában rendszeresen (vasár- és ünnepnapokon) összejártak vonósnégyest játszani, két bátyja hegedült, apja csellózott, Franz maga pedig mélyhegedűn játszott. Erre az amatőr együttesre írta később megannyi kompozícióját. Későbbi konviktusbéli évei alatt még jócskán írt kamarazenét, dalokat, zongoradarabokat, és nagyobb törekvésként egy Kyriét (D 31) és Salve Reginát (D 27), egy oktettet fúvósokra (D 72/72a) – talán anyja halála emlékére – egy kantátát (D 110), zenét és szöveget apja névnapjára, valamint tanulmányai lezárásaként, 16 éves korában, 1813 őszén írta meg első szimfóniáját (D 82).

## Tanárként apja iskolájában
1813 végén hagyta ott a konviktust, és hogy a katonai szolgálatot elkerülje, apja iskolájába jelentkezett tanárnak. Apja időközben ismét megházasodott, Anna Kleyenboecket, egy selyemkereskedő lányát vette el Gumpendorf külvárosból. A fiatalember több mint két évig tartott ki a taposómalomban, ahol közömbös sikerrel teljesített. Jobban lekötötték a magánórák, melyek során zeneszerzést tanult Salieritől, aki többet tett Schubertért, mint bármely más tanára. Mivel Salieri volt azon zeneszerzők egyike, akik elsőként vitték a biedermeier kor hangszínét a bécsi egyházi zenébe, nem meglepő, hogy Schubert korai szakrális művei szorosan kapcsolódnak tanára egyházi szerzeményeihez. Hasonlóképpen Salieri különböző nyelvű dalai is tükröződnek Schubert fiatalkori daltermésében.
Első befejezett operáját – Des Teufels Lustschloss (D 84) – és első miséjét – F-dúr (D 105) – 1814-ben írta, ebben az évben keletkezett még három vonósnégyes, több kisebb hangszeres darab, a 2., B-dúr szimfónia (D 125) első tétele és tizenhét dal, köztük olyan remekművek, mint A búvár (D 77/111) és a Margit a rokkánál (D 118, Op.2).
Azonban még ezt a munkatempót is felülmúlta az 1815. évi. Ebben az évben, iskolai munkája, a Salieri-féle órák és a hívogató bécsi élet mellett hihetetlen mennyiségű muzsikát produkált. Befejezte a 2. szimfóniát és megírta a harmadikat (D-dúr, D 200). Befejezett két misét G-dúrban (D 167) és h-mollban (D 324), az előbbit hat nap alatt, egy új Dona Nobist az F-dúr miséhez, egy Stabat Matert és Salve Reginát (D 223). Öt operát írt, ebből hármat fejezett be – Der vierjährige Posten (D 190), Fernando (D 220) és Claudine von Villabella (D 239) –, két másik, Adrast (D 137) és Die Freunde von Salamanka (D 326) valószínűleg befejezetlen maradt. Ezen kívül egy g-moll vonósnégyes, négy szonáta, több kisebb zongoradarab és csúcspontként 146 dal – köztük tekintélyes hosszúak is – bővítik a listát.
1814 decemberében Schubert megismerkedett Johann Mayrhofer költővel, amely ismeretség hamarosan bensőséges barátsággá mélyült. Temperamentumuk feltűnően különbözött: Schubert őszinte, nyitott, derűs, rövid depressziós rohamokkal és viharos hangulatkitörésekkel, Mayrhofer mogorva és búskomor, aki az életet a kitartás próbájának tekintette. Ez a barátság több szempontból is Schubert javára vált.

## Támogató barátai
Mivel 1815 volt Schubert életének leggyümölcsözőbb éve, 1816-ban kezdett sorsa változóra fordulni. Az év közepe táján Joseph von Spaun a Rémkirály (Erlkönig, D 328, Op. 1) komponálása közben lepte meg. Goethe költeménye egy füzethalom tetején feküdt, a szerző pedig az alkotás lázában szinte dobálta a kottafejeket a papírra. Pár héttel később a jó családból származó és jómódú hallgató, Franz von Schober, aki Spaunnál hallotta Schubert több dalát, meglátogatta a zeneszerzőt, és felajánlotta, hogy elviszi az iskolából, és megadja neki a művészetének nyugodt gyakorlásához szükséges szabadságot. Az ajánlat igencsak időszerű volt, Schubert éppen sikertelenül jelentkezett kórusvezetőnek Laibachba, és még inkább rabszolgamunkának érezte iskolai állását. Apja beleegyezését is megkapta, így a tavasz végére vendégként Schober egyik lakásába költözött. Zeneórák adásával egy ideig megpróbált a ház bevételeihez hozzájárulni, de ezt hamarosan feladta, és csak a zeneszerzésnek áldozta idejét. „Egész nap írok – mondta később egy érdeklődő vendégének –, ha befejeztem egy darabot, kezdem a következőt”.
Az 1816-ban írt művek között találunk három kantátát, az egyik Salierinek készült (D 407/441); a Prométheusz kantáta (D 451) nyolc nappal később keletkezett, ezért a művéért már honoráriumot kapott („első alkalommal – írja naplójában – hogy pénzért komponáltam”); valamint a bolondos, filantróp librettóra írt Kantate zu Ehren von Josef Spendou (D 472). Nagyobb jelentőségű a két újabb szimfónia: a negyedik, „Tragikus szimfóniaként” ismert c-moll szimfónia (D 417) megkapó Andante tételével; és az ötödik, B-dúr szimfónia (D 485), amely derűs és friss, mint Mozart szimfóniái; ezen túl több, mint száz dal, köztük Johann Wolfgang von Goethe és Friedrich Schiller verseinek legszebb megzenésítéseivel. Írt még egy operát is („Die Bürgschaft”. D 435), amelyet ugyan a silány librettó tönkretett, de mégis mutatja a szerző folyamatos érdeklődését a színház iránt.
Mindeközben baráti társasága folyamatosan gyarapodott. Johann Michael Vogl, a híres bariton, akinek Mayrhofer mutatta be, jó szolgálatot tett dalai bemutatásával a bécsi szalonokban; Anselm Hüttenbrenner és bátyja Joseph Hüttenbrenner, akik legodaadóbb rajongóinak tartották magukat; Joseph von Gahy, a kitűnő zongorista, aki szonátáit és fantáziáit adta elő; a Sonnleithner család, ahol a legidősebb fiú pedig bejutást nyújtott otthonukba, és zenés összejöveteleket rendezett a tiszteletére, melyek hamarosan Schubertiádák néven lettek ismertek. Anyagi hátterét nehézség nélkül biztosították, pedig Schubert kétségtelenül teljesen pénztelen volt, mivel feladta a tanítást, nyilvános előadásból nem tudott keresni, és a kiadók sem fizettek még műveiért. Barátai azonban valódi bohém nagyvonalúsággal siettek segítségére – egyikük szállást szerzett, egy másik háztartási eszközökkel látta el, együtt ebédeltek, és akinek éppen volt pénze, fizette a számlát. Schubert mindig a társaság feje volt, és fél tucat becenéven ismerték, melyek közül a legjellemzőbb a kann er 'was? („hát ő mihez ért?”) volt, gyakori kérdése, melyet újdonsült ismerőseivel kapcsolatban feltett.
1818, amely az előző évhez hasonlóan viszonylag terméketlen év volt, két szempontból is emlékezetes. Ekkor került sor másodszor Schubert-mű nyilvános előadására (az első az F-dúr mise 1814. szeptemberi lichtentali előadása volt). Ez egy olasz stílusú nyitány volt, egy Rossini-burleszk, melyet a legnagyobb komolysággal adtak elő egy koncerten március 1-jén. Ekkor került zenetanárként az Eszterházyakhoz Zselízre, ahol a kellemes és a természetének leginkább megfelelő környezetben tölthette a nyarat. Ugyanebben az évben keletkezett C-dúr szimfóniája (D 589); pár négykezese zselízi tanítványainak; dalok, közöttük az Einsamkeit (D 620), a Marienbild (D 623) és a Litaney. Ősszel Bécsbe visszatérve Schobertől már nem kapott szállást, így Mayrhoferhez költözött. Itt élete a szokásos mederben folytatódott. Reggel felkelés után rögtön komponálni kezdett, kettőig írt, aztán ebédelt és sétált a környéken, majd visszatért zenét szerezni. Ha ihlete elfogyott, barátainál tett látogatást. Dalszerzőként 1819. február 28-án lépett először a nyilvánosság elé, Jager énekelte Schäfers Klagelied című dalát. Az év nyarán pihenésképpen Vogllal együtt beutazták Felső-Ausztriát. Steyrnél írta meg híres Pisztrángötösét (D 667). Ősszel három dalát elküldte Goethének, de nem kapott választ.
Figyelemreméltóak és a stílus jelentős fejlődését mutatják az 1820. évi szerzeményei. Februárban kezdte a Lazarus (D 689) befejezetlen oratóriumot; ezután pár kisebb műve mellett a 23. zsoltár (D 706), a Gesang der Geister (D 705/714), a c-moll Quartettsatz (D 703) és a Wanderer-fantázia (D 760) következett. Életrajzi szempontból talán még érdekesebb, hogy ebben az évben Schubert két operáját is bemutatta a Kärthnerthor színház, a Die Zwillingsbrüdert június 14-én, a Die Zauberharfet augusztus 19-én. Eddig ugyanis nagyobb kompozícióit (a miséket kivéve) csak a házi kvartettjükből kinőtt gundelhofi műkedvelő zenekar játszotta. Így ezek az előadások jelentősen növelték presztízsét. A kiadók azonban még mindig makacsul tartózkodtak, csak miután barátja, Vogl, elénekelte az Erlköniget a Kärthnerthorban (1821. február 28.), egyezett bele Anton Diabelli habozva, hogy pár művet jutalékért kinyomtat. Így jelenhetett meg az első hét opusz (mind dalok), ezután a jutalékok megszűntek, és a szerző csak nyomorúságos alamizsnában részesült a kiadóktól. Sokan és sokat írtak arról, hogyan vették Schubertet semmibe egész élete során. Nem hibáztathatjuk barátait, és csak közvetve volt felelős a bécsi közvélemény; leginkább a túl óvatos közvetítőket okolhatjuk, akik gátolták vagy akadályozták a megjelenésben.
A két drámai darab sikere Schubert figyelmét még inkább a színpad felé fordította, de ez a fordulat 1821 végétől csak sérelmet és csalódást hozott. Az Alfonso és Estrella címűt visszautasították, a Fierabras-t (D 796) szintén. A Die Verschworenent (D 787) a cenzor tiltotta be, a Rosamundét (D 797) két napon belül levették a műsorról a rossz librettó miatt. E művek közül az első kettő olyan nagyságrendű, hogy előadásuk rendkívüli nehézségekbe ütközne (a Fierabras kottájának kézirata például ezer oldal fölötti), pedig a Die Verschworenen vidám, ellenállhatatlan vígjáték, és a Rosamundéban Schubert legbájosabb dallamait találjuk. 1822-ben ismerkedett meg Carl Maria von Weberrel és Ludwig van Beethovennel, de ez különösebb előnnyel nem járt a számára, bár Beethoven szívélyesen elismerte tehetségét. Schober távol volt Bécstől, új, kevésbé kívánatos természetű barátok jelentek meg; ezek voltak életének legsötétebb évei.

## Utolsó évei

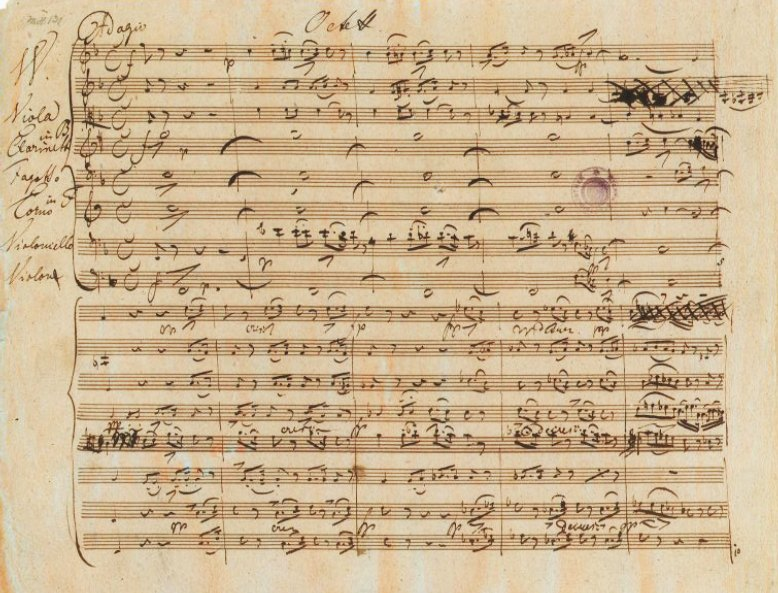
Az F-dúr oktett autográfja

1823-ban jelent meg Schubert első dalciklusa, a Szép molnárlány (D 795), Wilhelm Müller versei alapján. A későbbi Téli utazás ciklussal (D 911) együtt ők képviselik a csúcsát mind Schubert munkájának, mind a német dalnak általában. 1824 tavaszán írta a csodálatos F-dúr oktettet (D 803), majd nyáron visszatért Zselízre, ahol rabul ejtette a magyaros stílus (népies műdal). Ennek hatására született a Divertissement à la hongroise (D 818) és 13., a-moll vonósnégyes (D 804). Reménytelen szenvedéllyel rajongott tanítványáért, Esterházy Karolina (1805–1851) grófnőért, de akármit is mondanak erről a románcról, a részletek a mai napig ismeretlenek.
A színpadi művek komponálása és hivatalos feladatai mellett azért maradt ideje egyéb kompozíciókra is. Befejezte az Asz-dúr misét (D 678), és 1822-ben elkezdte a remek „Befejezetlen szimfóniát” (8., h-moll szimfónia, D 759). A fenti műveken túl 1824-ből származik a Trockne Blumen (a Szép molnárlány ciklusból) variációi fuvolára és zongorára. Ekkor írta a D 821 szonátát arpeggionéra és zongorára, amely érdekes kísérlet egy nehézkes és ma már feledésbe merült hangszer alkalmazására. Ezt a csodálatos zenét ma általában csellón és zongorán adják elő, bár más hangszerelés is ismert.
Ezen évek balsikereit 1825 gazdagsága és boldogsága igyekezett feledtetni. Felgyorsult a művek kiadása, a szegénység réme némileg csökkent, és Schubert a nyáron ismét Felső-Ausztriában töltött kellemes időt, ahol lelkesen fogadták. Az utazás alatt írta Dalok Sir Walter Scottól ciklusát, amely a híres és kedvelt Ellens dritter Gesang (D 839) dalt foglalja magában, ez ma inkább „Ave Maria”-ként ismert, az Ave Maria ima latin szövegével (az eredeti dal szövege Scott versének Adam Storck-féle német fordítása volt). Szintén ugyanekkor keletkezett az a-moll zongoraszonáta (D 845, op. 42).
1826-tól 1828-ig Schubert folyamatosan Bécsben tartózkodott, kivéve egy rövid látogatást Grazba, 1827-ben. 1826-ban szimfóniát ajánlott a Gesellschaft der Musikfreunde társaságnak, melyért honorálták. 1828 tavaszán, pályája során először és utoljára, nyilvános hangversenyt adott saját műveiből, amely igen jó fogadtatásra talált. Ezen kívül élettörténete ebben az időszakban alig több, mint műveinek felsorolása.
A d-moll vonósnégyes, a Halál és a lányka variációkkal (D 810) 1825–26 telén keletkezett, és január 25-én játszották először. Kicsit később írta a G-dúr vonósnégyest, a Rondeau brilliant”ot zongorára és hegedűre (D 895, Op.70), és a kitűnő G-dúr zongoraszonátát (D 894, Op.78), amely a kiadó pedantériája miatt Schubert eredeti 'Fantasia' címe nélkül jelent meg (a mai kiadások az eredeti címet, legalábbis alcímként, visszaállították). Ezekhez adhatjuk még a shakespeare-i dalokat, melyek közül a Hark! Hark! the Lark (D 889) és a Who is Sylvia? (D 891) állítólag egy napon íródott, az első egy kocsmában, ahol délutáni sétáját szakította meg, a második pedig már este, szállására visszatérve.
1827-ben írta a Winterreise (Téli utazás) dalciklust (D 911), a C-dúr fantáziát zongorára és hegedűre (D 934) és két triót (B-dúr, D.898; és Esz-dúr, D.929); 1828-ban a Song of Miriam dalt, a C-dúr szimfóniát (D 944), az Esz-dúr misét (D 950), ugyanebben a hangnemben az izgalmasan gyönyörű Tantum Ergót (D 962), a C-dúr vonósötöst (D 956), a második Benedictust a C-dúr miséhez, az utolsó három zongoraszonátát, és a posztumusz Schwanengesang név alatt kiadott dalokat (D 957). Ezek közül hatot Heinrich Heine verseire írt, akinek Buch der Lieder (Dalok könyve) kötete az ősszel jelent meg.

## Halála

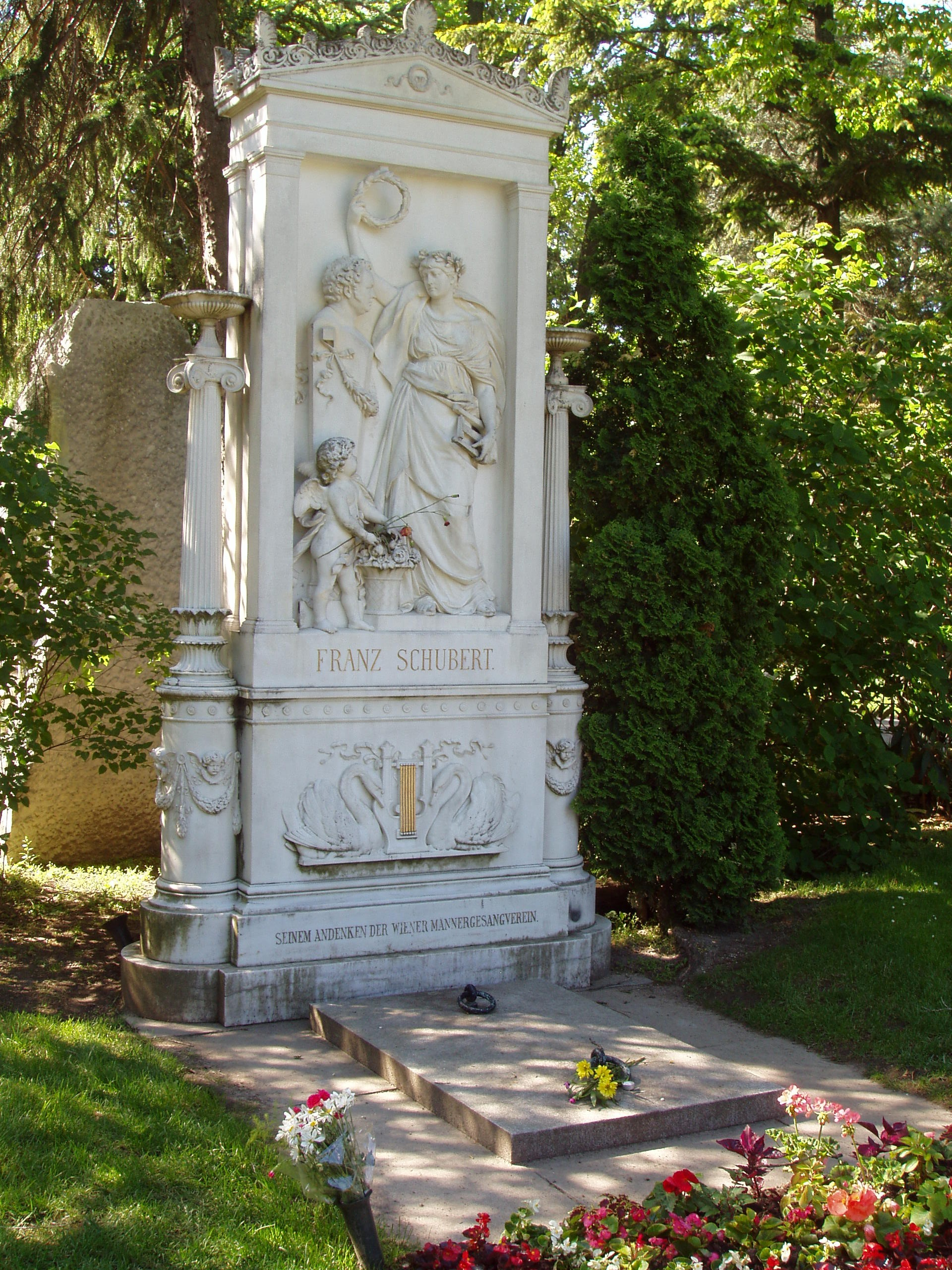
Schubert sírja Bécsben a Wiener Zentralfriedhofban

Töretlen alkotókészsége ellenére Schubert egészsége romlott. Depressziós volt és 1822 óta szifilisszel küszködött, de feltehetőleg a tífusz végzett vele, bár egyéb lehetőségeket is felvetettek. Tünetei részben higanymérgezésre utaltak, a higanyt a 19. század elején gyakran használták vérbaj kezelésére. A végleges diagnózishoz nem áll rendelkezésre elég bizonyíték. 1828. november 19-én, 31 éves korában halt meg bátyja, Ferdinand lakásában, Bécsben. Saját kérésére a währingeri temetőbe, Beethoven mellé temették, akit egész életében csodált. 1888-ban Schubert és Beethoven sírját is a Wiener Zentralfriedhofba költöztették, ahol ma is ifj. Johann Strauss és Johannes Brahms sírja mellett találhatók. 1872-ben a bécsi Stadtparkban vörösmárvány emlékművet emeltek tiszteletére.

## Műveiből
Zenekari művek
(8 szimfónia, 5 szimfónia töredék, 10+ nyitány, egyéb zenekari darabok)
- 1. D-dúr, D 82 (1813)
- 2. B-dúr, D 125 (1815)
- 3. D-dúr, D 200 (1815)
- 4. c-moll, „Tragikus”, D 417 (1816)
- 5. B-dúr, D 485 (1816)
- 6. C-dúr, D 589 (1818)
- 7. (8.) h-moll, „Befejezetlen”, D 759, 1822
- 8. (7., 9.) C-dúr, „Nagy”, D 944, (1826/1828)

Dalok
(körülbelül 600 dal)
- Schäfers Klagelied, D 121, (Goethe, 1814)
- Margit a rokkánál, D 118 (1814)
- Nähe des Gliebten, D 162 (Goethe, 1815)
- Meeres Stille, D 216 (Goethe, 1815)
- Wanderers Nachtlied, D 224 (Goethe, 1815)
- Mignon, D 321 (Goethe, 1815)
- Erlkönig, D 328 (Goethe, 1815)
- Mädchens Klage, D 389 (Schiller, 1816)
- A pisztráng, D 550 (Schubart, 1816–21)
- Du bist die Ruh, D 776 (Rückert, 1823)
- A szép molnárlány, D 795 (Müller, 1823)
- Téli utazás, D 911 (Müller, 1827)

Kamarazene
(+több kisebb darab)
- F-dúr oktett, D 803 (1824)
- A-dúz zongoraötös, „Pisztrángötös”, D 667 (1819)
- C-dúr vonósötös, D 956 (1828)
- 13. a-moll vonósnégyes, D 804 (1824)
- 15. G-dúr vonósnégyes, D 887 (1826)
- Esz-dúr zongoratrió, D 929 (1827)
- B-dúr zongoratrió, D 898 (1828)

Zongoraművek
(21 szonáta, 13 variáció, 12 ländler, négykezesek, több kisebb darab)
- E-dúr szonáta, D 157 (1815)
- D-dúr szonáta, D 279 (1815)
- Asz-dúr szonáta, D 557 (1817)
- e-moll szonáta, D 566 (1817)
- H-dúr szonáta, D 575 (1817)
- C-dúr szonáta, „Wanderer fantázia”, D 760 (1822)
- 6 Moment Musicals, D 780 (1828)
- 4 Impromtus, D 935 (1827)

Kórusra és zenekarra
( 7 mise, 2 Stabat Mater, 4 Offertorium)
- F-dúr mise, D 105 (1814)
- Stabat Mater, D 175 (1816)
- Prométheusz kantáta, D 481 (1816)
- Asz-dúr mise, D 678 (1822/1826)
- Detsche Messe, D 872 (1827)
- Esz-dúr mise, D 950 (1828)

Operák, kísérőzenék
(17 mű)
- Des Teufels Lustschloss, D 84 (1814)
- Der vierjährige Posten, D 190 (1815)
- Fernando, D 220 (1815)
- Claudine von Villabella, D 239 (1815)
- Die Bürgschaft,D 435 (1816)
- Die Zwillingsbrüder (1820)
- Die Zauberharfe (1820)
- Rosamunde, D 797 (1821)

### Műveinek posztumusz története
Némelyik rövidebb darabját közvetlenül a halálát követően kiadták, de az értékesebbeket a kiadók látszólag hulladékként kezelték. 1838-ban Robert Schumann bécsi látogatása során ráakadt a 9. „Nagy” C-dúr szimfónia (D 944) poros kéziratára, és magával vitte Lipcsébe. Itt Felix Mendelssohn Bartholdy előadta, és a zenei újság Neue Zeitschrift für Musik (amelyet Schumann szerkesztett) dicsérte a művet. Némi vita övezi a szimfónia számozását, német nyelvterületen hetedikként, a Deutsch-katalógusban nyolcadikként, angol nyelvterületen pedig kilencedik szimfóniaként ismert.
A művek felfedezésében a legfontosabb lépés Sir George Grove és Sir Arthur Sullivan 1867-es bécsi útja volt. Az utazók hét szimfóniát, a Rosamunde-nyitányt, több misét és operát, pár kamarazenei művet és rengeteg egyéb darabot és dalt mentettek meg a feledéstől. Ennek hatására tovább nőtt a Schubert-művek utáni érdeklődés.
További, szintén Grove-tól és Sullivantól eredeztethető vita övezte az „elveszett” szimfóniát. Közvetlenül Schubert halála előtt barátja, Eduard von Bauernfeld egy további „Letzte” azaz „Utolsó” szimfónia meglétét jegyezte fel. A zenetörténészek nagyjából megegyeznek, hogy ez valószínűleg a D-dúr szimfónia (D 936A) vázlatára vonatkozhatott, amelyet Ernst Hilmar talált meg az 1970-es években, és végül Brian Newbould fejezett be, mint Schubert tizedik szimfóniáját.
Liszt Ferenc szerint Schubert volt a valaha élt legköltőibb zenész.